# IOB, Interessengemeinschaft der in der Zone enteigneten Betriebe
Die IOB, Interessengemeinschaft der in der Zone enteigneten Betriebe wurde 1948 unter dem Namen IOB, Interessengemeinschaft der in der Ostzone enteigneten Betriebe als überparteilicher Verein gegründet. Sie bezweckt die Förderung und Fürsorge von Personen sowie Gesellschaften, die in der Sowjetischen Besatzungszone, der Deutschen Demokratischen Republik und Ost-Berlin durch Enteignung, Beschlagnahme ihrer Betriebe oder durch sonstige Beeinträchtigungen ihrer Rechte geschädigt wurden.
Seit 1. Mai 1960 führt der Verein den heutigen Namen. Die IOB ist ein eingetragener Verein und ist gemeinnützig. Der Vorstand arbeitet ehrenamtlich.
Nach Angaben des Nachrichtenmagazins Spiegel setzte sich die IOB für die Interessen von über 400 von Enteignungen betroffenen Großbetrieben im Jahr 1949 ein. Den enteigneten Berliner und Ostzonen-Firmen in Westdeutschland sollte die gleiche Rechtsstellung wie den flüchtigen Unternehmern aus dem Gebiet hinter der Oder-Neiße-Linie verschafft werden.
Mit drei Repräsentanten war die IOB im Forschungsbeirat für Fragen der Wiedervereinigung Deutschlands vertreten.
Nach der Wiedervereinigung forcierte die IOB ihre Öffentlichkeitsarbeit und forderte eine „zügige Rückübereignung“ von in der DDR zurückgelassenen Immobilien oder zumindest eine Entschädigung. Sie unterstützte klageführende Mitglieder bei Verfahren und finanzierte eine Verfassungsbeschwerde gegen das Entschädigungs- und Ausgleichsleistungsgesetz.

## Publikationen
- IOB-Informationen (1949–1975)
- VhW-IOB-Informationen (1977–1982) hrsg. vom VhW, Bundesverband der Heimatvertriebenen Wirtschaft e.V., Bonn in Arbeitsgemeinschaft mit der IOB, Bonn
- Westadressen-Verzeichnis der Industrie- und Handelsbetriebe, Banken und Versicherungen aus der sowjetisch besetzten Zone und dem Ostsektor Berlins. In Zusammenarbeit mit der Interessengemeinschaft der in der Ostzone Enteigneten Betriebe e.V., Herfurth, Frankfurt am Main 1957